# Piula oriental
La piula oriental (Anthus rufulus) és una espècie d'ocell de la família dels motacíl·lids (Motacillidae) que habita praderies des del Pakistan, l'Índia, Sri Lanka, Bangladesh i sud de la Xina, cap al sud, a través del Sud-est Asiàtic fins a Sumatra i petites illes properes, Borneo, Java, illes Petites de la Sonda, sud de Sulawesi i Filipines.